# Гай Атей Капитон
Вижте пояснителната страница за други личности с името Атеи.
Гай Атей Капитон (на латински: Gaius Ateius Capito; † 22 г.) e римски юрист по времето на Август и Тиберий.

## Биография
Син е на Гай Атей Капитон (народен трибун 55 пр.н.е.).
През 5 г. е суфектконсул заедно с Гай Вибий Постум. През 13 г. става вторият curator aquarum след Марк Валерий Месала Корвин и отговаря за водоснабдяването на Рим. През 15 г. разработва заедно с Луций Арунций план за промяна на река Тибър, който е отхвърлен от населението. През 23 г. е сменен като curator aquarum от Луций Тарий Руф.
Създава около себе си голяма група ученици, от която по-късно произлиза школата по право на Сабинианите.

## Негови произведения
- De pontificio iure („Върху понтификалното/жреческото право“) – поне 6 книги;
- De iure sacrificiorum („Върху жертвеното право“);
- Coniectanea („Разни“) – поне 9 книги на различни теми;
- De officio senatorio („Върху сенаторската длъжност“)
- Едно произведение с неизвестно заглавие за предзнаменованията;
- Epistulae („Писма“)